# Edward Evans, 3. Baron Mountevans
Edward Evans, 3. Baron Mountevans (* 1. Februar 1943; † 21. Dezember 2014) war ein britischer Peer und Politiker.

## Leben
Edward Patrick Broke Andvord Evans wurde als Sohn von Richard Andvord Evans, 2. Baron Mountevans (1918–1974) und dessen Ehefrau Deirdre Grace O’Connell († 1997) geboren. Er besuchte das Rugby College. 1965 schloss er am Trinity College der Universität Oxford mit einem Bachelor of Arts (B.A.) ab.
Er war von 1961 bis 1966 Lieutenant im Royal Corps of Transport (RCT) der Territorial and Army Volunteer Reserve (TAVR). Es folgten verschiedene Tätigkeiten als Manager in der Wirtschaft. Seine Berufslaufbahn begann er bei Consolidated Goldfields (1966–1972), einem Unternehmen zum Abbau von Gold und Silber-Vorkommen. 1972 wechselte er zur British Tourist Authority (BTA). Er war dort zunächst (1972/1973) als Assistant Marketing Manager für die Länder Schweden und Finnland zuständig. 1976 wurde er Promotion Services Manager bei der BTA. Von 1982 bis 1989 war er dort als Marketing Manager tätig. Seit 1989 arbeitete er freiberuflich weiterhin als Berater (Advisor) für die British Tourist Authority.
Mit dem Tode seines Vaters erbte er am 12. Dezember 1974 den Titel des Baron Mountevans in der Peerage of the United Kingdom.

## Mitgliedschaft im House of Lords
Mit dem Erbe des Titels des Baron Mountevans wurde Evans am 12. Dezember 1974 offizielles Mitglied des House of Lords. Er war vom 12. Dezember 1974 bis 11. November 1999 formelles Mitglied des House of Lords. 1980 nahm er seinen Sitz im House of Lords ein. Seine Antrittsrede hielt er am 18. Juni 1981 im Rahmen einer Debatte zur Verkehrspolitik und zur Rolle der staatlichen Eisenbahngesellschaft British Rail. Evans war aktives Mitglied des House of Lords. Im Hansard sind insgesamt fast 300 Wortbeiträge von Edward Evans im Zeitraum von 1981 bis 1999 dokumentiert. Am 18. Oktober 1999 meldete er sich in der Road Traffic: Speeding-Debatte letztmals zu Wort. In seiner letzten Wortmeldung sprach sich Evans, der selbst keine Fahrerlaubnis besaß, da er niemals einen Führerschein erworben hatte, gegen eine Verschärfung des Straßenverkehrsrechts aus.
Seine Mitgliedschaft im House of Lords endete am 11. November 1999 durch den House of Lords Act 1999.

## Privates
Evans heiratete am 20. Juli 1974 Johanna Maria Keyzer, die Tochter von Antonius Franciscus Keyzer. Seine Frau stammte aus Den Haag, Niederlande. Die Ehe blieb kinderlos. Erbe des Titels Baron Mountevans ist daher sein jüngerer Bruder Jeffrey Evans, 4. Baron Mountevans (* 1948).
Er lebte in Chelsea. Die Trauerfeier fand am 12. Januar 2015 in der All Saints’ Church in Milford-on-Sea statt.